# Louis Sigel
Louis Sigel fue un deportista alemán que compitió en remo. Ganó una medalla de bronce en el Campeonato Europeo de Remo de 1901, en la prueba de cuatro con timonel.

## Palmarés internacional
| Representando a Alsacia y Lorena |                |                   |                    |
| Campeonato Europeo               |                |                   |                    |
| Año                              | Lugar          | Medalla           | Prueba             |
| 1901                             | Zúrich (Suiza) | Medalla de bronce | Cuatro con timonel |